# ワショー (チンパンジー)
ワショー （英：Washoe、1965年 - 2007年10月30日）は、アフリカ生まれのメスのチンパンジー。
人間以外の動物として初めて、アメリカ手話を習得したとされる。養子のルイスにも、知識の一部を伝えることができた。名前は、手話を教えられた場所であるネバダ州のワショー郡に由来する。1980年からはセントラル・ワシントン大学で飼育された。